# Grønttorvet (film)
 For alternative betydninger, se Grønttorvet. (Se også artikler, som begynder med Grønttorvet)
Grønttorvet er en dansk dokumentarisk optagelse fra 1958 om Grønttorvet på Israels Plads i København. En særskilt vintersekvens er optaget i sort/hvid, ellers er filmen i farver.

## Handling
En skildring af årets gang på Grønttorvet i København op til lukningen i 1958.